# Célula principal
Las células principales, zimogénicas, peptídicas (Chief cells en inglés), son un tipo de célula que forman parte de las glándulas gástricas del estómago, y están encargadas de la secreción de pepsinógeno, lipasa gástrica y quimosina.

Las células principales liberan pepsinógeno (zimógeno de la pepsina) cuando son estimuladas por diversos factores, como la actividad colinérica del nervio vago y la condición ácida del estómago. La gastrina y la secretina también actúan como secretagogos.

## Nomenclatura
El término "célula principal" (Chief cell en inglés), "célula zimogénica",  es también usado para hacer referencia a otros tipos de célula, como la célula principal paratiroidea.

## Características histológicas
Las células principales chief integran la pared del tubo glandular y se sitúan en la base y cuarto inferior de las glándulas oxínticas. 

### Microaquitectura

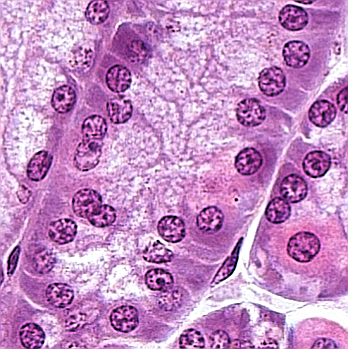
Células principales (chief) en violeta. Tinción hematoxilina-eosina. Microscopio óptico.

Como típica célula que secreta proteínas de manera regulada, la célula parietal tiende a tener citoplasma apical expansivo, núcleos basales y gránulos secretores grandes.

Las células principales gástricas, muestran un color violeta con la tinción H&E, debido a la gran proporción de retículo endoplasmático rugoso rico en ácido ribonucleico, basófilo por presentar afinidad característica por los colorantes básicos.

Se observa que estas células poseen grandes gránulos prominentes no teñidos con H&E de zimógeno en la región apical, y responsables de la secreción de enzimas proteolíticas en forma de proenzimas.

### Ultraestructura

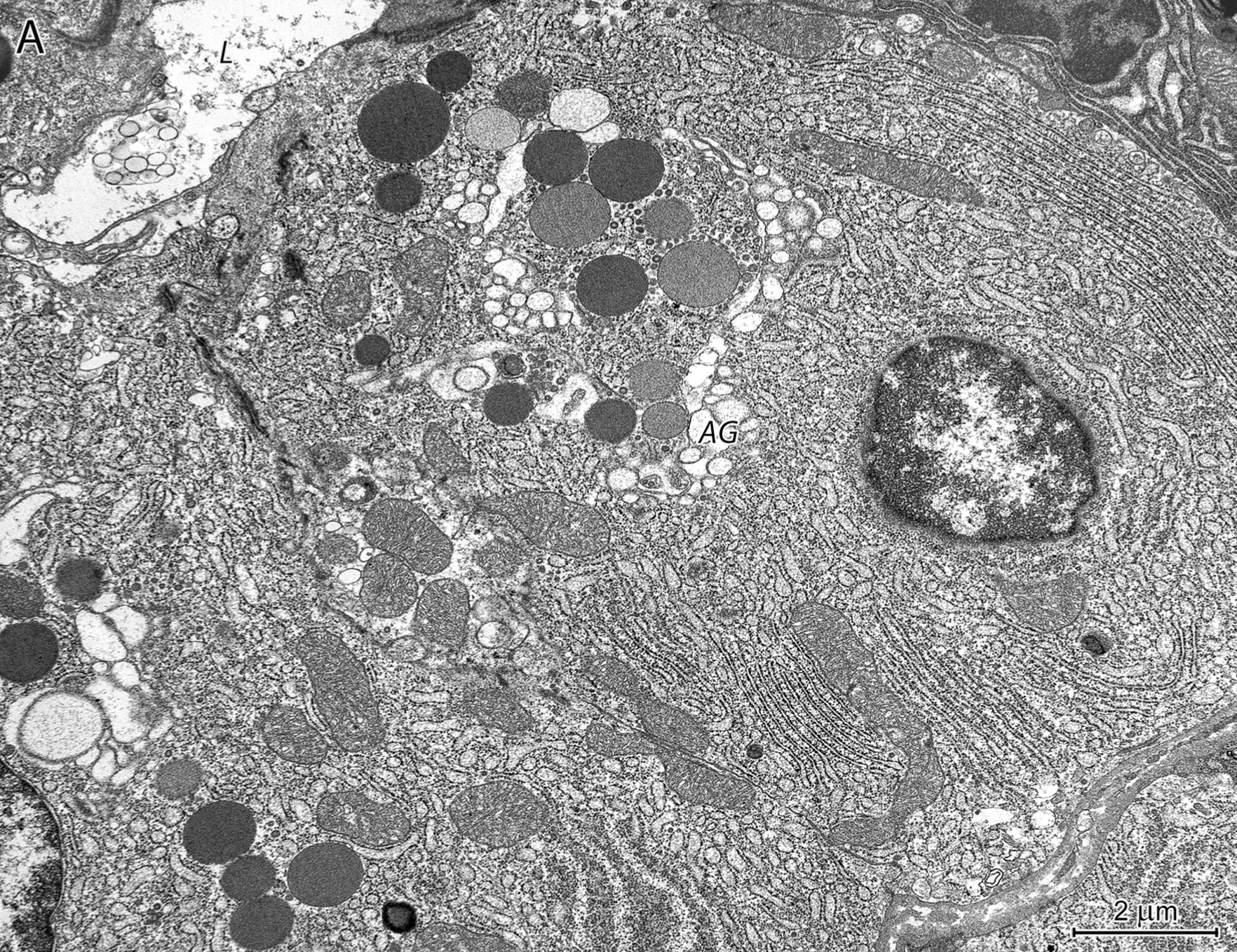
Célula Principal/Chief. AG= Aparato de Golgi. Numerosos gránulos secretores, que varían en tamaño y densidad electrónica, ubicados en el citoplasma supranuclear. L= Lumen de la glándula. Microscopio electrónico.

Observadas por microscopio electrónico, se trata de células características de síntesis de proteínas, que poseen un extenso retículo endoplásmico rugoso basal.
El aparato de Golgi es prominente propio de una célula secretora. En el citoplasma supranuclear se acumulan numerosos gránulos secretores apicales, que varían en su tamaño y densidad electrónica.

Las enzimas proteolíticas se activan por el bajo pH luminal y se inactivan por el pH superior a 6, que existe a la entrada del duodeno.
Las células principales se sitúan en la base de la glándulas oxínticas. Se encuentran cerca de las células parietales (las cuales liberan el ácido clorhídrico necesario para que el pepsinógeno se transforme en pepsina). 
Las células principales son responsables de la secreción de las enzimas proteolíticas en forma de proenzimas Pepsinógeno I y II.

## Recambio celular de célula principal
En condiciones fisiológicas, las células epiteliales gástricas experimentan una renovación dinámica continua en 3 días. Las células madre epiteliales gástricas son esenciales para la regeneración de las células perdidas o dañadas en la mucosa del estómago.
En la homeostasis los tiempos de recambio del linaje celular van desde 3 días para las células de la foveola (pit) hasta más de 9 meses para las células principales en ratones.
Cuando las células del istmo de la glándula descienden hasta  el segmento «alto de la base», se convierten en células pre zimogénicas. En días, estas células producen nuevos gránulos con parches claros cada vez más grandes, al final del proceso las células producen gránulos completamente llenos de material que dará origen al pepsinógeno. Estas últimas son células zimogénicas. 

El nivel de expresión de pepsinógeno aumenta hacia la base de la glándula. El pepsinógeno C se encontraba en gránulos citoplasmáticos y distribuidos en las células principales (chief), mientras que la moesina se expresó exclusivamente en la membrana apical. Se observó un gradiente creciente de expresión de moesina desde el área del cuello hasta la parte inferior de las glándulas.